# Pliening
Pliening település Németországban, azon belül Bajorországban. Lakosainak száma 5982 fő (2023. december 31.).

## Népesség
A település népessége az elmúlt években az alábbi módon változott:
| Lakosok száma | 587  | 1427 | 2705 | 3296 | 5176 | 5293 | 5573 | 5524 | 5885 | 5982 |
|               | 1875 | 1950 | 1975 | 1987 | 2012 | 2014 | 2016 | 2017 | 2021 | 2023 |